# Kvarnmal
Kvarnmal (Haplotinea ditella) är en fjärilsart som beskrevs av Pierce et al. 1938. Kvarnmal ingår i släktet Haplotinea och familjen äkta malar. Arten är reproducerande i Sverige. Inga underarter finns listade i Catalogue of Life.